# Feather (California)
Il Feather è il principale affluente del Sacramento, nell'omonima valle della California settentrionale.

## Storia
Il Feather e le sue diramazioni sono state una zona di estrazione dell'oro durante il XIX secolo. Dagli anni sessanta del Novecento, il fiume è la principale fonte del California State Water Project e fornisce acqua nella California centrale e meridionale. La sua acqua è anche utilizzata per la produzione di energia idroelettrica.

## Descrizione
Il corso principale del Feather è lungo 117 km; la sua lunghezza fino al suo affluente più distante è di poco superiore a 340 km. Il corso principale del Feather inizia nel lago Oroville, dove convergono gli affluenti South Fork, Middle Fork, North Fork e West Branch Feather. Questi e altri affluenti drenano parte della Sierra Nevada settentrionale e la Catena delle Cascate meridionali, così come una piccola porzione della valle del Sacramento. Il bacino di drenaggio complessivo è di circa 16.000 km², dei quali circa 9.330 km² sopra l'Oroville. Il flusso medio annuo del Feather è di oltre 7 milioni di 3,3 km³.